# شین مک (ورزشکار)
شین مک (انگلیسی: Shane Mack؛ زادهٔ ۷ دسامبر ۱۹۶۳) بازیکن بیس‌بال اهل ایالات متحده آمریکا است.
از باشگاه‌هایی که در آن بازی کرده‌است می‌توان به بوستون رد ساکس اشاره کرد.
وی در مسابقات کشوری و بین‌المللی در مجموع برندهٔ ۱ مدال نقره شده‌است.